# Cajanus cajan
Голубиний горох, або просто Каян (Cajanus cajan) — вид рослин з роду каянус (Cajanus) родини бобові (Fabaceae), культивований повсюдно в країнах з тропічним і субтропічним кліматом. Батьківщиною його вважається Індія.

## Ботанічний опис
Кущі висотою 1–4 метри з здерев'янілими гілками. Листя чергове, складне, складаються з трьох шкірястих листочків, ланцетоподібних із загостреним кінцем. В основі кожного листочка знаходиться прилисток. Листові пластинки покриті жовтими крапкоподібними залозками, зверху вони мають оксамитовий наліт, знизу — густе шовковисте запушення. Мають невеликі яйцюватої форми прилистки. Квітки жовті, зібрані по 2–6 штук в китиці в пазухах листків.
Плоди — плоско-циліндричні стручки довжиною 4–9 см, прямі або серпоподібної форми, з дзьобиком, в стиглому стані від палевого до темно-коричневої або фіолетового забарвлення. Містять від 3 до 10 округлих або овальних насінин діаметром 5–8 мм. Колір стиглого насіння може бути різним: білий, червоний, оливковий, коричневий, чорний і ін., з білим рубчиковим валиком у місці прикріплення насіння до стручка.

## Практичне використання
Голубиний горох — це як харчова культура (сушений горох, борошно, або зелений овочевий горох), так і кормова/покривна культура. У поєднанні з крупами, голубиний горох є добре збалансованою їжею, тому дієтологи обирають його як важливий компонент збалансованої дієти. Висушений горох можна пророщувати, потім готувати. Пророщування також підвищує засвоюваність сушеного голубиного гороху за рахунок зменшення неперетравлюваних цукрів, які залишаються у вареному сушеному гороху.
Голубиний горох можна вирощувати в Україні

## Галерея

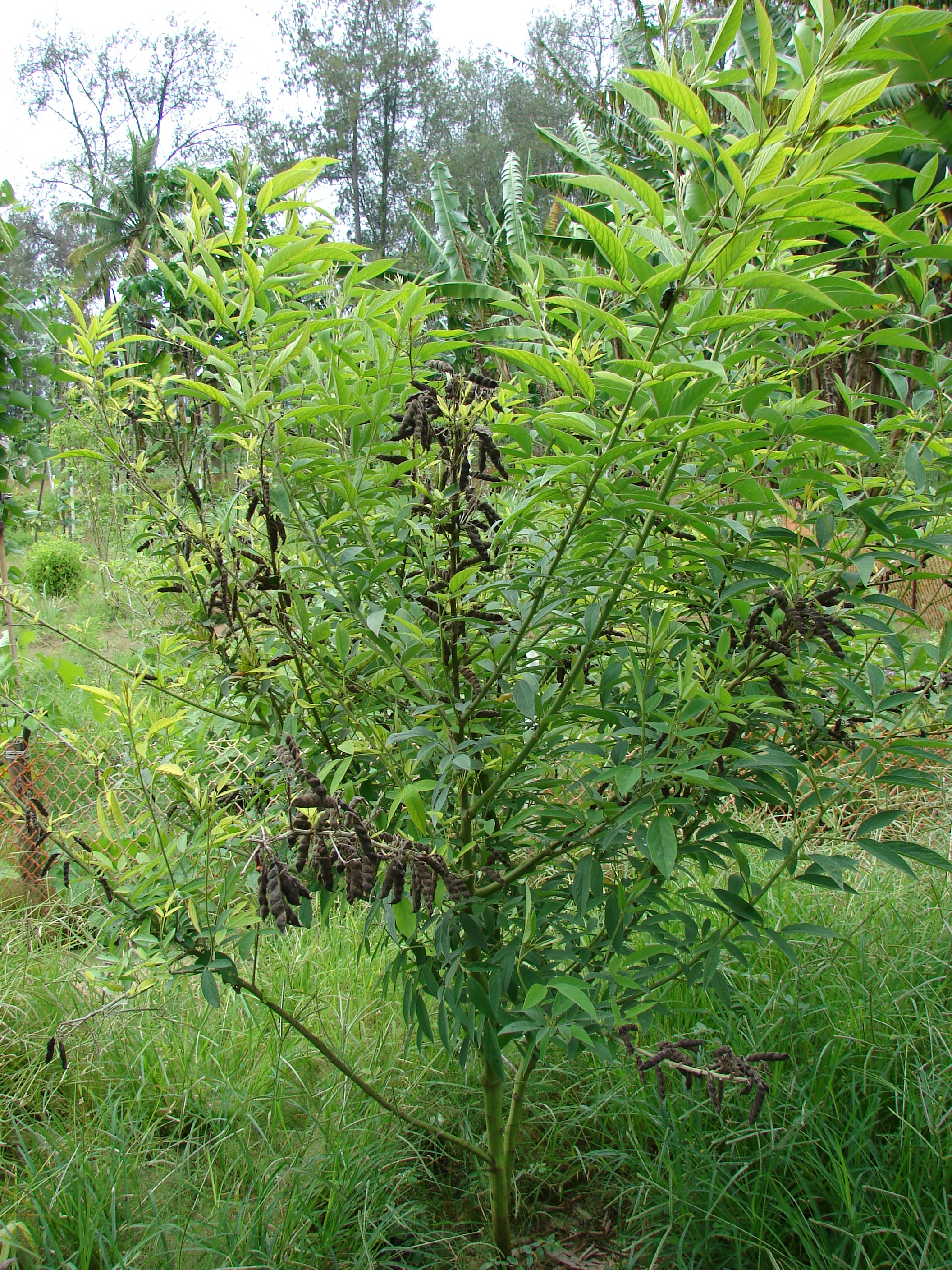
Загальний вигляд рослини
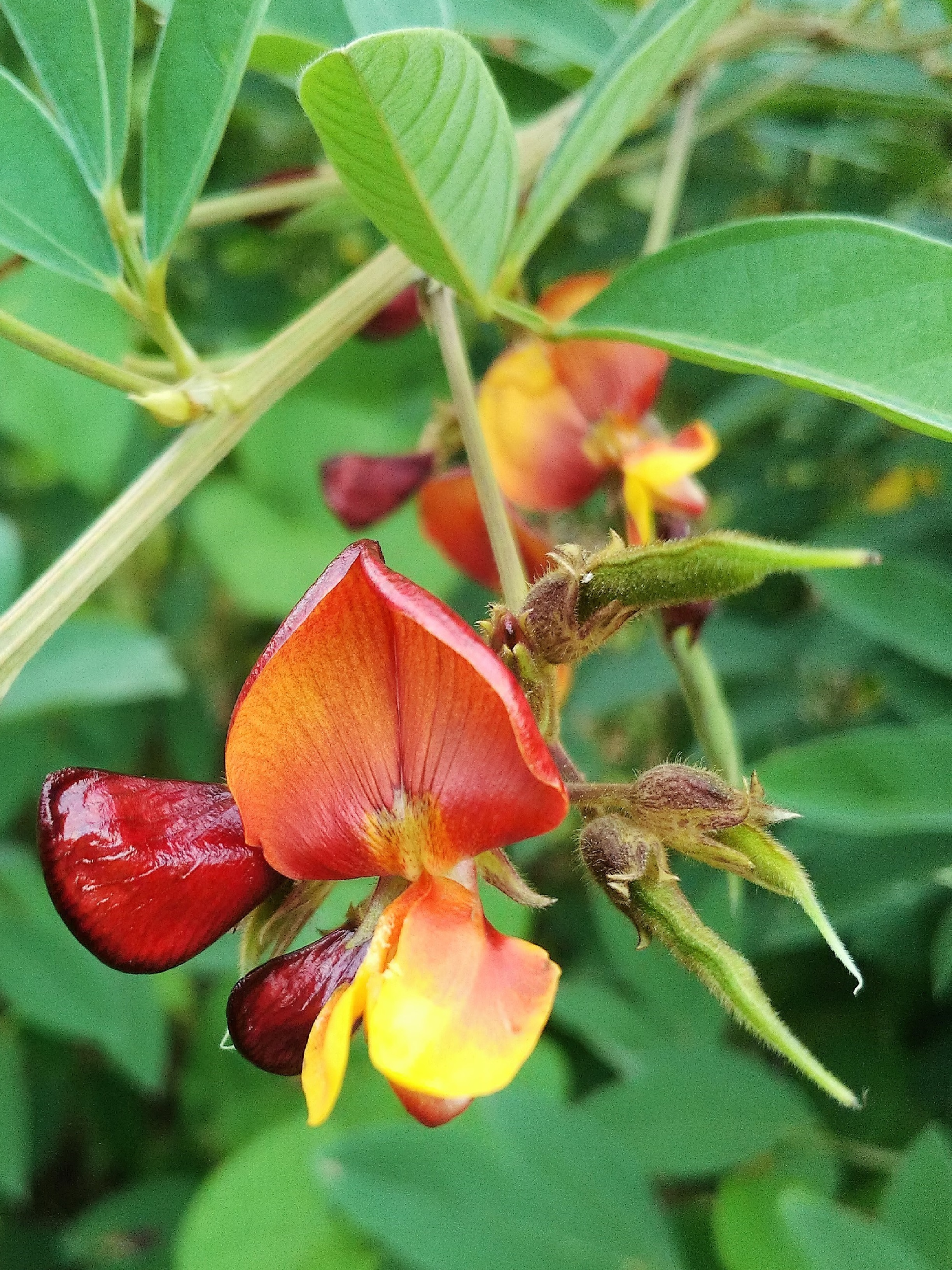
Квіти
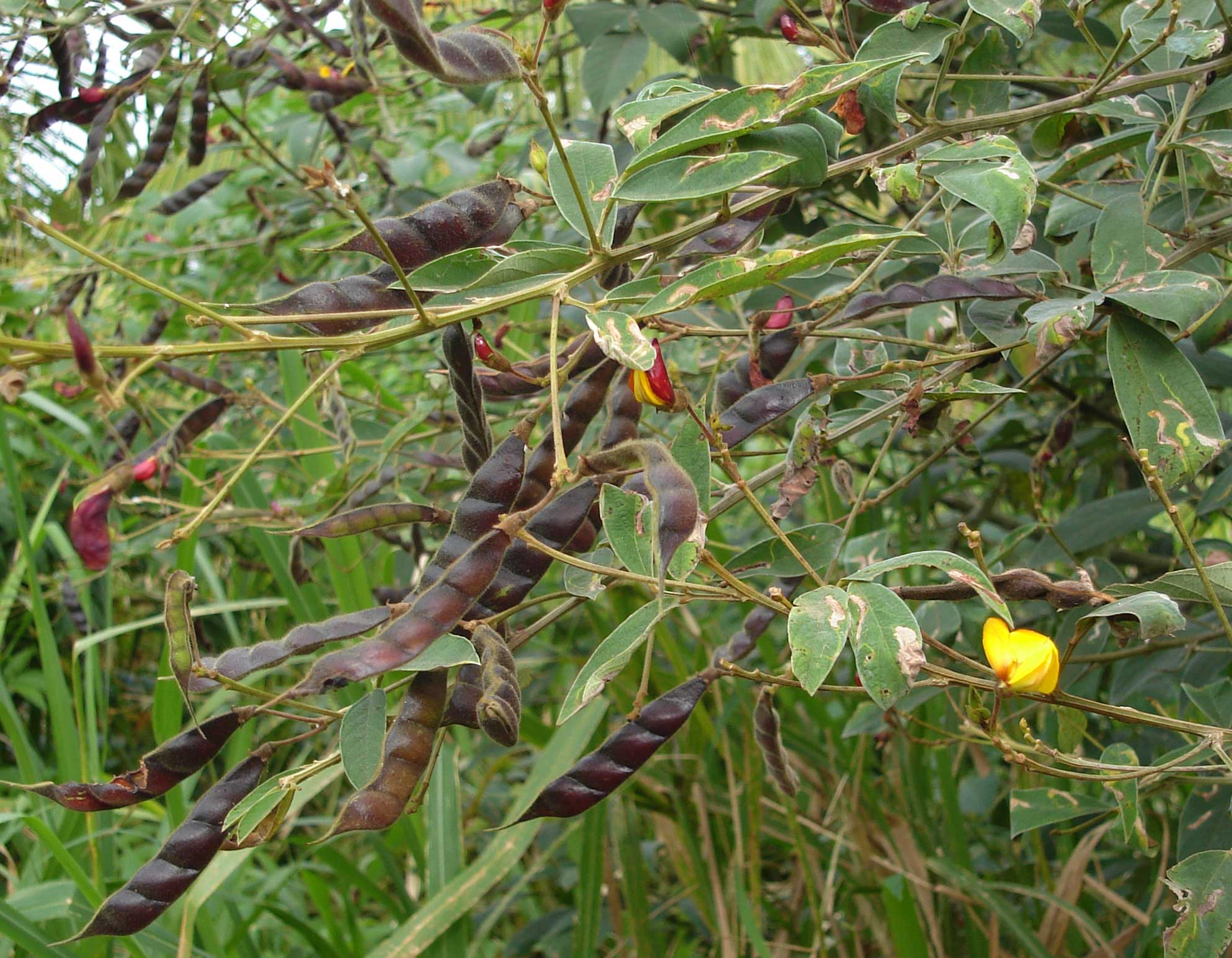
Плоди
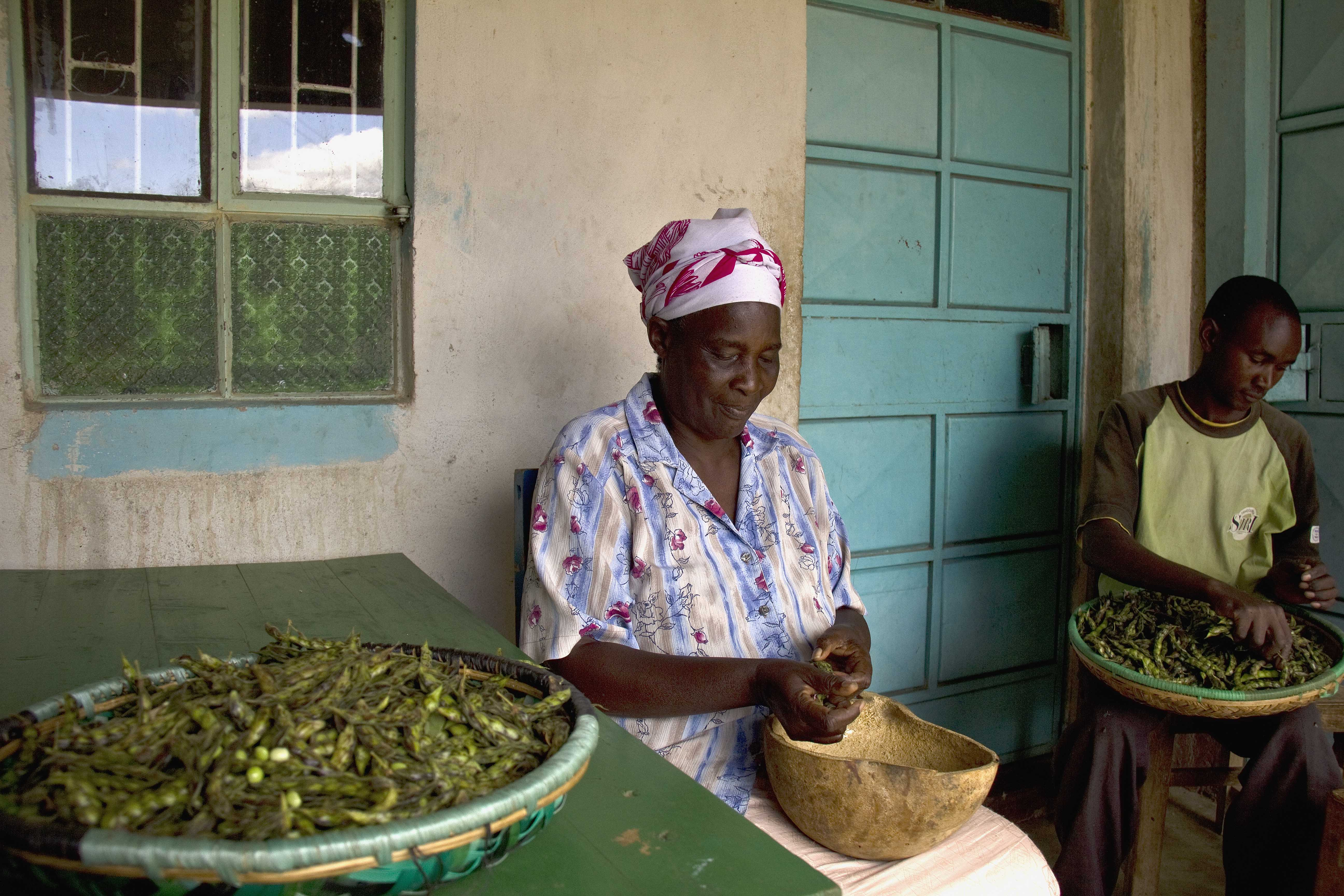
Лущення гороху в Кенії
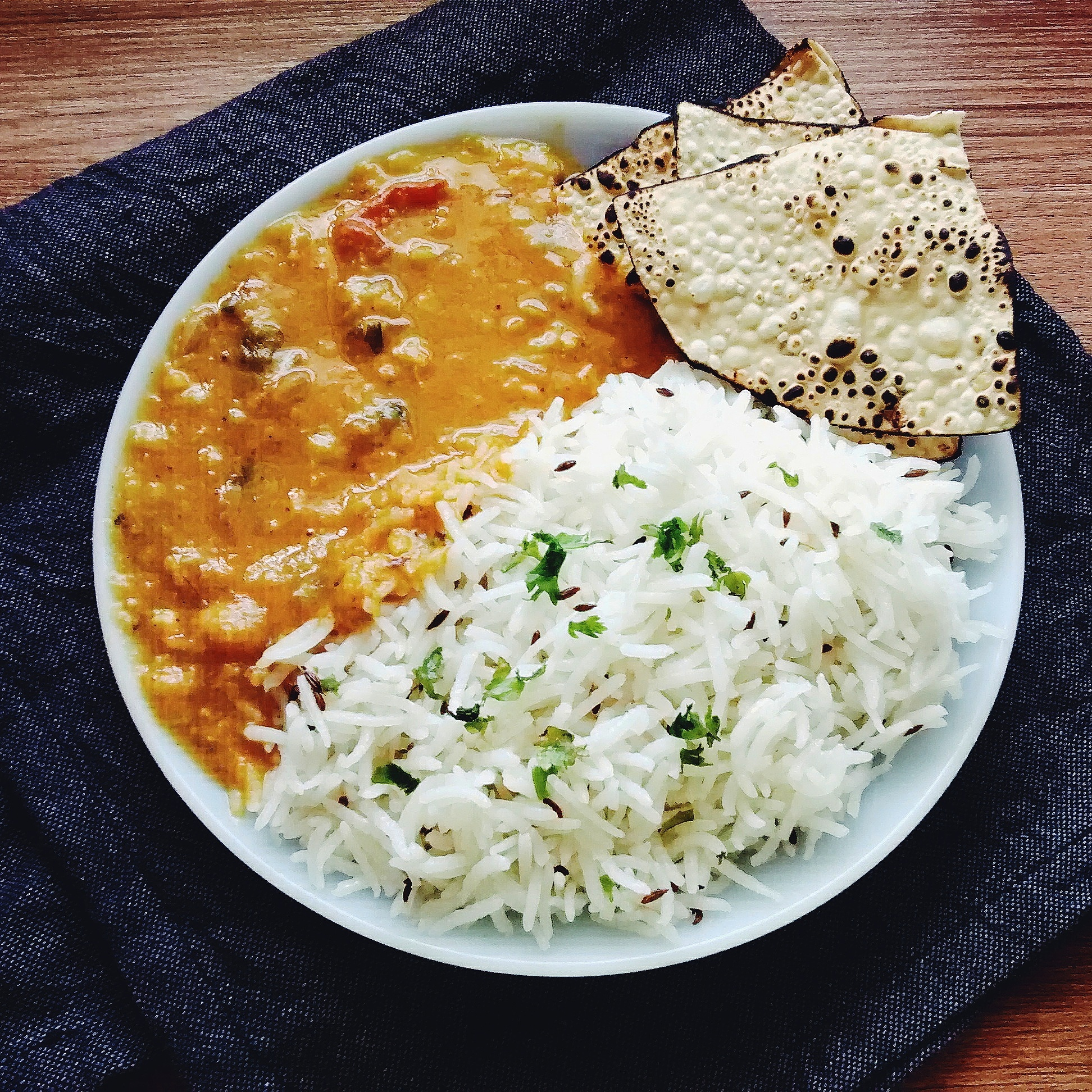
Рис з даалом
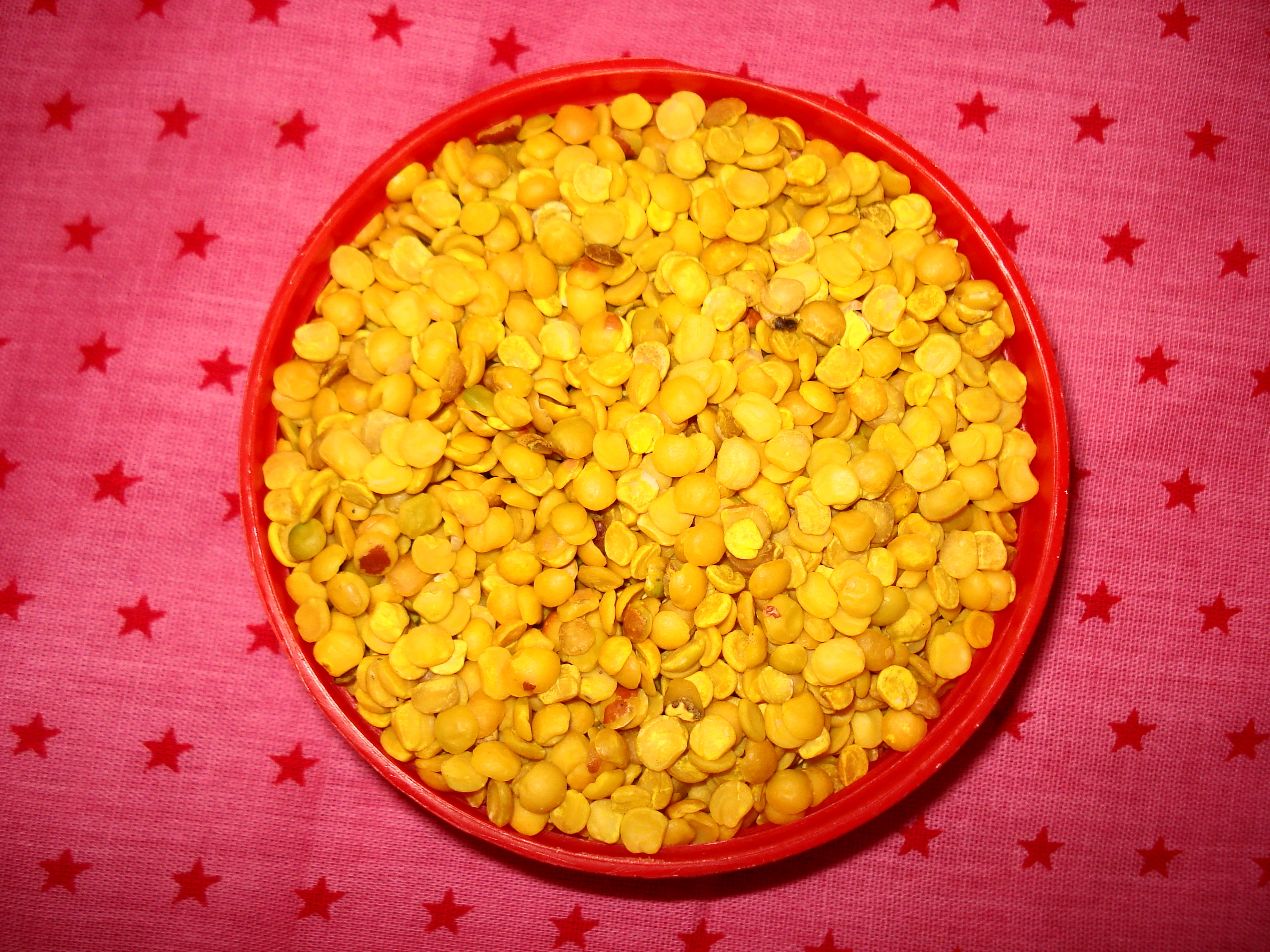
Насіння для приготування даалу.